# Amarakaeri
Amarakaeri ist eine einheimische Sprache der Harakmbet-Sprachfamilie, welche in Peru entlang des Madre de Dios und Colorados gesprochen wird.
Die Sprache hatte einst mehrere zehntausend Sprecher. Zahlreiche Sprecher der Sprache wurden während der spanischen Eroberung getötet. Auch nach Ende der spanischen Kolonialzeit wurde das Amarakeri durch Assimilationsmaßnahmen und der alleinigen Einführung der spanischen Sprache als Amts- und Unterrichtssprache weitgehend verdrängt, sodass die Zahl bis 1987 auf 500 Sprecher sank. Zwischen 5 und 15 % der Amarakaeri können auf Spanisch lesen und schreiben, doch praktisch niemand schreibt auf Amarakaeri. Amarakaeri-Sprecher schließen die Kochimberi, Küpondirideri, Wíntaperi, Wakitaneri, und Kareneri Goldstämme mit ein. Es gibt eine allgemeine falsch verbreitete These, dass das Amarakeri eine arawakanische Sprache sei. Alternative Namen sind Amarakaire, Amaracaire und Mashco; der letzte wird aber als pejorativ betrachtet.